# Acraea alcippina
Acraea alcippina är en fjärilsart som beskrevs av Aurivillius 1898. Acraea alcippina ingår i släktet Acraea och familjen praktfjärilar. Inga underarter finns listade i Catalogue of Life.